# Массимино (коммуна)
Массимино (итал. Massimino) — коммуна в Италии, располагается в регионе Лигурия, в провинции Савона.
Население составляет 122 человека (2008 г.), плотность населения составляет 16 чел./км². Занимает площадь 8 км². Почтовый индекс — 12071. Телефонный код — 019.
Покровителем коммуны почитается святой Донат из Ареццо, празднование 7 августа.

## Демография
Динамика населения:

## Администрация коммуны
- Официальный сайт: